# Anaea nessus
Anaea nessus är en fjärilsart som beskrevs av Pierre André Latreille 1833. Anaea nessus ingår i släktet Anaea och familjen praktfjärilar. Inga underarter finns listade i Catalogue of Life.